# Maria Teresa de Filippis
Maria Teresa de Filippis, född 11 november 1926 i Neapel, död 9 januari 2016 i Scanzorosciate i Lombardiet, var en italiensk racerförare. Hon var den första kvinnan som tävlade i formel 1.

## Racingkarriär
Maria Teresa de Filippis tävlade i formel 1 i slutet av 1950-talet i en privat Maserati. Hon körde också ett lopp i en Maserati för Scuderia Centro Sud och ett i en Behra-Porsche för Porsche. Hon kom endast i mål i Belgien 1958, där hon slutade tia. Maria Teresa de Filippis deltog även i ett par grand prix-lopp utanför mästerskapet.

## F1-karriär
| Säsong | Stall/Tillverkare                                                  | Poäng | Placering |
| ------ | ------------------------------------------------------------------ | ----- | --------- |
| 1958   | Maria Teresa de Filippis (Maserati) Scuderia Centro Sud (Maserati) | 0     | –         |
| 1959   | Porsche (Behra-Porsche-Porsche)                                    | 0     | –         |